# Bacdafucup
Bacdafucup (da leggere "Back 'da fuck up") è il primo album del gruppo hardcore hip hop Onyx. L'album fu lanciato dal loro singolo d'esordio, "Slam", che ottenne grande successo alla radio e in televisione.

## Tracce
1. Bacdafucup – 0:48
2. Bichasniguz – 3:54
3. Throw Ya Gunz – 3:16
4. Here 'N' Now – 3:40
5. Bust Dat Ass – 0:37
6. Atak of da Bal-Hedz – 3:12
7. Da Mad Face Invasion – 0:46
8. Blac Vagina Finda – 3:12
9. Da Bounca Nigga – 0:29
10. Nigga Bridges – 4:12
11. Onyx Is Here – 3:03
12. Slam – 3:38
13. Stik 'N' Muve – 3:20
14. Bichasbootleguz – 0:27
15. Shifftee – 4:19
16. Phat ('N' All Dat) – 3:17
17. Da Nex Niguz – 4:07
18. Getdafucout – 1:08

## Singoli
| Single information                                                              |
| ------------------------------------------------------------------------------- |
| "Throw Ya Gunz" - Pubblicazione: 27 novembre 1992 - B-side: "Blac Vagina Finda" |
| "Shifftee" - Pubblicazione: 28 settembre 1993 - B-side: "Bichasniguz"           |
| "Slam" - Pubblicazione: 1994 - B-side: "Da Nex Nigguz"                          |

## Posizioni in classifica dell'album
| Anno | Album      | Posizione in classifica | Posizione in classifica | Posizione in classifica |
| Anno | Album      | Billboard 200           | Top R&B/Hip Hop Albums  |                         |
| 1993 | Bacdafucup | #17                     | #8                      |                         |

## Posizioni in classifica dei singoli
| Anno | Canzone         | Posizioni in classifica | Posizioni in classifica          | Posizioni in classifica |                                    |
| Anno | Canzone         | Billboard Hot 100       | Hot R&B/Hip-Hop Singles & Tracks | Hot Rap Singles         | Hot Dance Music/Maxi-Singles Sales |
| 1993 | Throw Your Gunz | #81                     | #61                              | #1                      | #24                                |
| 1993 | Slam            | #4                      | #11                              | #1                      | #1                                 |
| 1993 | Shifftee        | #92                     | #52                              | #2                      | #14                                |